# 록히드 마틴 X-35
록히드 마틴 X-35는 록히드 마틴이 공동 타격 전투기 프로그램을 위해 개발한 개념 실증 항공기이다. X-35는 보잉 X-32를 제치고 우승했으며, 21세기 초 록히드 마틴 F-35 라이트닝 II로 개발되었다.

## 개발

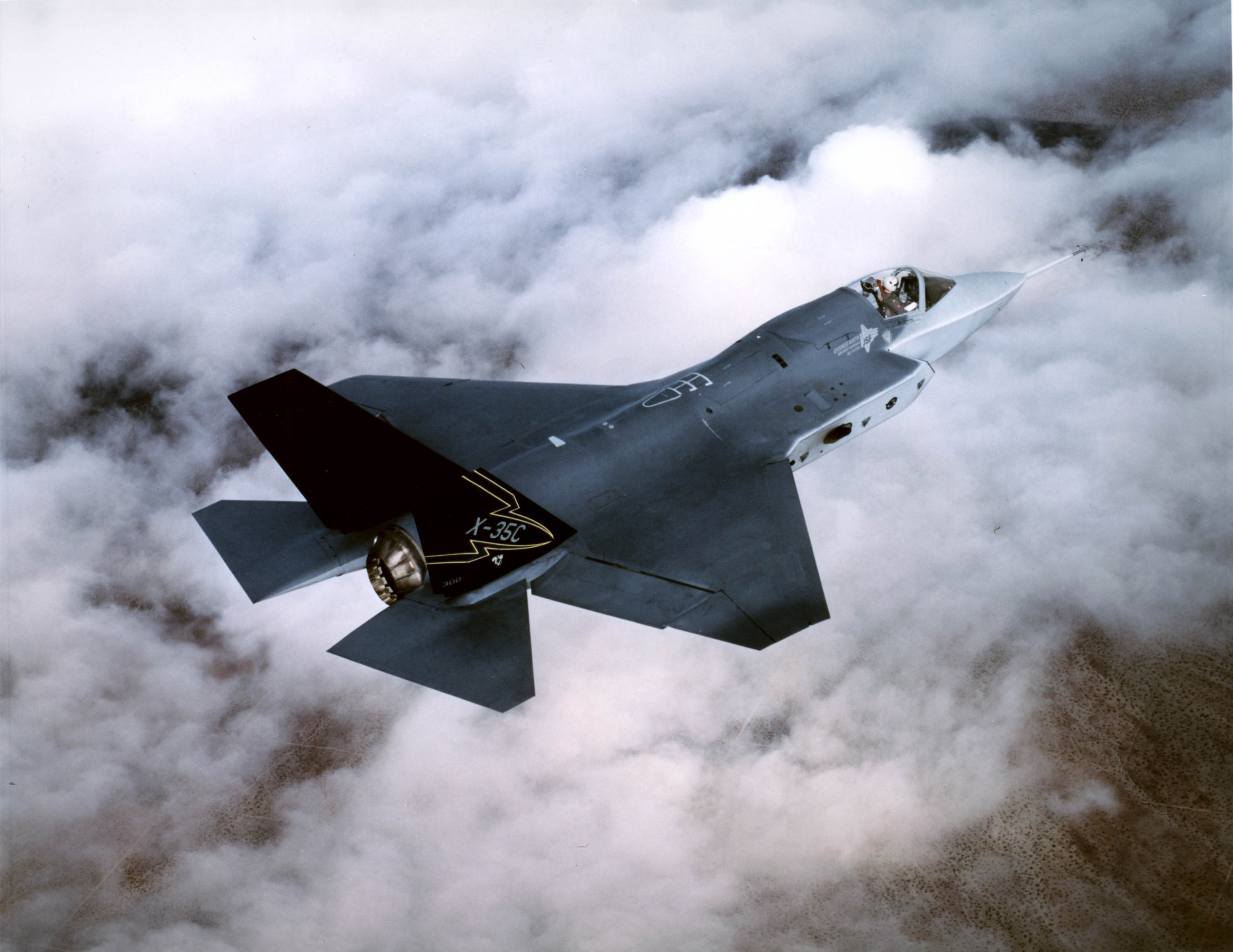
X-35C

조인트 스트라이크 파이터는 기존의 전투기를 대체하기 위한 몇 가지 요구 사항에서 발전했다. 실제 JSF 개발 계약은 1996년 11월 16일에 체결되었다. JSF 프로그램은 개발, 생산, 운영 비용을 낮추면서 다양한 항공기를 대체하기 위해 만들어졌다. 이것은 한 대의 항공기의 세 가지 변형 모델을 제작함으로써 추구되었고, 변형 모델의 초기 목표는 부품의 70% 이상을 공유하는 것이다.
첫 번째는 F-35A로, 재래식 이착륙(CTOL) 기종이다. F-16 파이팅 팰컨과 A-10 썬더볼트 II를 대체하기 위해 개발되었다. 이 모델은 내부 포를 장착한 유일한 버전이다.GAU-22]]. F-35B는 미국 해병대의 AV-8 해리어 II와 F/A-18 호넷을 대체하기 위해 개발된 단거리 이착륙 및 수직 착륙 방식의 STOVL이다.
영국 해군은 해리어 GR7을 대체하기 위해 이것을 사용할 것이고 RAF는 해리어 GR9를 대체할 것이다. 미 해병대는 F-35B를 사용해 AV-8B 해리어II와 F/A-18 호넷을 모두 공군 F-35A와 비슷한 크기로 교체해 수직 비행 시스템과 연료량을 교환할 예정이다. 해리어처럼, 총은 꼬투리로 운반될 것이다. 수직 비행은 단연코 가장 위험하며, 결국 설계에서 결정적인 요소이다. 마지막으로, F-35C는 기존의 F/A-18 호넷을 대체하고 F/A-18E/F 슈퍼 호넷의 은밀한 보완 역할을 한다.
그것은 더 큰 접이식 날개와 더 큰 제어 표면을 가지고 저속 제어를 개선하고 항공모함 착륙의 스트레스를 위해 더 강한 착륙 장치를 가질 것이다. 날개 면적이 넓어질수록 사거리와 탑재량이 증가하여 슈퍼호넷과 같은 목표를 달성한다. 미 해군은 처음에 480대의 JSF를 구매하기로 계획했지만, 이 숫자는 결국 260대로 수정되었고, 미 해병대는 80대를 추가로 구매했다.
주요 고객 및 재정적 후원자는 미국과 영국이다.  다른 8개국도 이 항공기의 개발에 자금을 지원하고 있다.  조달이 적은 총 프로그램 개발 비용은 미국 달러로 400억 달러 이상으로 추정된다. 그 중 대부분은 미국이 인수했다. 생산 비용은 미국 달러로 추산된다.미화]]2,400개에 대해 단위당 1억2,000만 달러이다.메를레, 르네. "GAO, 합동 타격 전투기의 비용에 의문을 제기한다." 워싱턴 포스트' 2005년 3월 16일.  회수: 2010년 1월 9일.</ref>
국제 참여에는 세 가지 단계가 있다. 영국은 유일한 '레벨 1' 파트너로, 개발 비용의 약 10%인 20억 달러를 약간 웃돌고 있다. 레벨 2 파트너는 미화 10억 달러를 기부하고 있는 이탈리아와 미화 8억 달러를 기부하는 네덜란드이다. 3단계는 미국 달러 4억 4천만 달러 터키 달러 1억 7천 5백만 달러 호주 달러 1억 4천 4백만 달러 노르웨이 달러 1억 2천 2백만 달러 1억 2천 2백만 달러 덴마크 달러 1억 1억 1천만 달러이다. 이 수준은 일반적으로 프로그램의 재정적 지분, 국가 기업이 입찰에 응할 수 있는 기술이전 및 하도급 계약 금액, 국가가 생산 항공기를 얻을 수 있는 우선 순위를 반영한다. 이스라엘과 싱가포르도 안보 협력 참여국으로 가입했다. 슈나시, 캐서린 5세  "공동 타격 전투기 인수: 공급업체 기반에 대한 관찰. 미국 회계 사무소 2006년 2월 8일 검색.</ref> 개발 및 테스트 지연으로 인해 F-35의 도입일이 2010년에서 2015년으로 점차 연기되었다.“보관된 사본” (PDF). dote.osd.mil. 25쪽. 2019년 6월 26일에 원본 문서 (PDF)에서 보존된 문서. 2022년 6월 14일에 확인함. </ref>

## 같이 보기
- 록히드 마틴 F-35 라이트닝 II
- 보잉 X-32
- 야코블레프 Yak-141